# Wholesale District

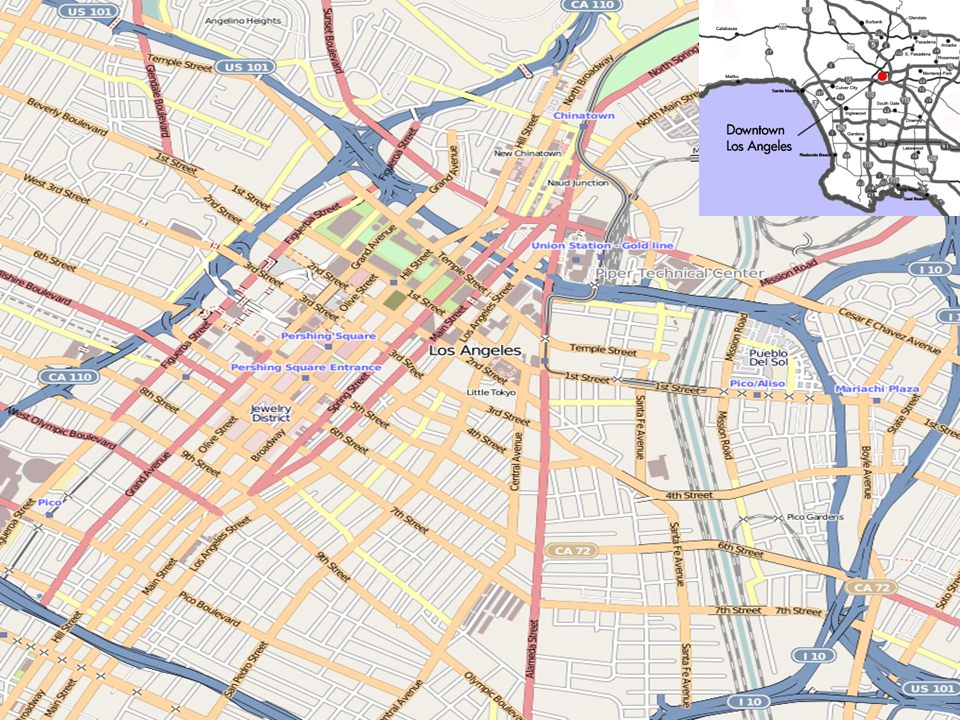
Mappa della Downtown Los Angeles

Il Wholesale District (o Warehouse District) è un distretto che si trova nella parte sud-est della Downtown di Los Angeles, costituito principalmente da un gruppo di magazzini di tipo industriale.
Oggi nel quartiere vi abitano solamente pochi residenti mentre in precedenza la zona era abitata da Afroamericani.
I magazzini si trovano lungo le linee ferroviarie denominate BNSF e UPRR che corrono parallelamente ad Alameda Street ed il fiume Los Angeles. 
Parte del distretto si estende nella adiacente città di Vernon.